# Didier Faugeron
Pas d'image ? Cliquez ici

a Compétitions nationales et continentales officielles uniquement.

Dernière mise à jour le 20 juin 2022.
Didier Faugeron, né le 8 mai 1962 à Brive, est un ancien joueur de rugby à XV, mesurant 1,80 m pour 72 kg. Son poste de prédilection est ailier.
Il a été international A’ et B. Il est entraîneur.

## Carrière de joueur
Meilleur marqueur d'essais du championnat de France de première division lors de la saison 1987-1988 où le CA Brive atteint les quarts de finale.
Le 19 juin 1993, il est invité pour jouer avec les Barbarians français contre le XV du Président pour le Centenaire du rugby à Grenoble. Les Baa-Baas s'imposent 92 à 34.
Le 25 janvier 1997, il est remplaçant avec le CA Brive lors de la finale de la Coupe d'Europe (première édition avec les clubs anglais) à l'Arms Park de Cardiff face aux Leicester Tigers, les Brivistes s'imposent 28 à 9 et il devient champion d'Europe.

## Palmarès

### En club
- Championnat de France de rugby à XV :
  - Finaliste (1) : 1996 avec le CA Brive.
- Coupe d'Europe de rugby à XV :
  - Vainqueur (1) : 1997

## Carrière d’entraîneur
Didier Faugeron prend sa retraite sportive en 1995 pour devenir co-entraîneur avec Laurent Seigne de son club, le CA Brive mais doit finalement continuer à jouer, et rentre même au cours de la première mi-temps de la finale du championnat 1995-1996 à la suite de la sortie sur blessure de Jérôme Carrat.
- 1995-1996 : CA Brive (co-entraîneur et joueur)
- 1996-2000: EV Malemort Brive
- 2001-2006 : CA Brive
- 2006-mai 2007 : SU Agen[4]
- 2008-2009 : RC Massy Essonne[5]
- 12/09/2009-2011 : Stade français Paris
- 12/2011-06/2012 : Aviron bayonnais
- 12/2012-05/2014 : Biarritz olympique
- 2015 : Équipe de France des moins de 19 ans
- 2015-2019 : RC Massy Essonne
- 2016-2017 : Équipe de France des moins de 20 ans
- 2020-2022 : US Salles
- 2022-2024 : CA Brive (coordinateur sportif)[6]
- À partir de 2024  Rugby club bassin d'Arcachon

| Saison      | Club                 | Division     | Poste              | Classement                                         | Coupe d'Europe             | Challenge européen         |
| ----------- | -------------------- | ------------ | ------------------ | -------------------------------------------------- | -------------------------- | -------------------------- |
| 1995 - 1996 | CA Brive             | 1re division | Arrières - Joueur  | Défaite en finale                                  | -                          | -                          |
| 2001 - 2002 | CA Brive             | Pro D2       | Arrières           | 3e                                                 | -                          | -                          |
| 2002 - 2003 | CA Brive             | Pro D2       | Arrières           | 1er                                                | -                          | -                          |
| 2003 - 2004 | CA Brive             | Top 16       | Entraineur         | 2e poule A, 4e poule B des phases finales          | -                          | Éliminé en quart-de-finale |
| 2004 - 2005 | CA Brive             | Top 16       | Entraineur         | 9e                                                 | -                          | Éliminé en demi-finale     |
| 2005 - 2006 | CA Brive             | Top 14       | Entraineur         | 9e                                                 | -                          | Éliminé en quart-de-finale |
| 2006 - 2007 | SU Agen              | Top 14       | Entraineur         | 13e                                                | Éliminé en poule           | -                          |
| 2008 - 2009 | RC Massy             | Fédérale 1   | Entraîneur         | Éliminé en huitième-de-finale                      | -                          | -                          |
| 2009 - 2010 | Stade français Paris | Top 14       | Arrières           | 8e                                                 | Éliminé en quart-de-finale | -                          |
| 2010 - 2011 | Stade français Paris | Top 14       | Arrières           | 11e                                                | -                          | Défaite en finale          |
| 2011 - 2012 | Aviron bayonnais     | Top 14       | Entraîneur         | 12e                                                | -                          | Éliminé en poule           |
| 2012 - 2013 | Biarritz olympique   | Top 14       | Arrières           | 9e                                                 | Éliminé en poule           | Éliminé en demi-finale     |
| 2013 - 2014 | Biarritz olympique   | Top 14       | Arrières           | 14e                                                | -                          | Éliminé en poule           |
| 2015 - 2016 | RC Massy             | Fédérale 1   | Entraîneur en chef | 2e poule 1, défaite en match d'accession en Pro D2 | -                          | -                          |
| 2016 - 2017 | RC Massy             | Fédérale 1   | Entraîneur en chef | 1er de la poule d'accession en Pro D2              | -                          | -                          |
| 2017 - 2018 | RC Massy             | Pro D2       | Entraîneur en chef | 12e                                                | -                          | -                          |
| 2018 - 2019 | RC Massy             | Pro D2       | Entraîneur en chef | 16e                                                | -                          | -                          |